# میرمیکا
میرمیکا یک سرده از زیر خانواده مورچه‌ایان است. در سراسر مناطق معتدل نیم‌کره شمالی و کوه‌های مرتفع در جنوب شرقی آسیا گسترده‌است.
این سرده از حدود ۲۰۰ گونه شناخته شده و زیرگونه‌های دیگر تشکیل شده‌است.